# Snake Bite Love
Snake Bite Love — чотирнадцятий студійний альбом англійської групи Motörhead, який був випущений 10 березня 1998 року.

## Композиції
1. Love for Sale - 4:52
2. Dogs of War - 3:38
3. Snake Bite Love - 3:30
4. Assassin - 4:48
5. Take the Blame - 4:03
6. Dead and Gone - 4:18
7. Night Side - 3:37
8. Don't Lie to Me - 3:59
9. Joy of Labour - 4:52
10. Desperate for You - 3:27
11. Better Off Dead - 3:42

## Склад
- Леммі Кілмістер - вокал
- Філ Кемпбелл - гітара
- Міккі Ді - ударні